# Nikola Ćaćić
Nikola Ćaćić (cyrilicí: Никола Ћаћић, * 7. prosince 1990 Banja Luka) je srbský profesionální tenista, deblový specialista. Ve své dosavadní kariéře na okruhu ATP Tour vyhrál tři deblové turnaje. Na challengerech ATP a okruhu ITF získal pět titulů ve dvouhře a třicet sedm ve čtyřhře.
Na žebříčku ATP byl ve dvouhře nejvýše klasifikován v září 2014 na 281. místě a ve čtyřhře pak v listopadu 2021 na 35. místě. Trénuje ho Petar Djukić. Připravuje se ve Španělsku a Itálii.

## Tenisová kariéra
V rámci událostí okruhu ITF debutoval v červnu 2007, když zasáhl do dvouhry a čtyřhry turnaje v Bělehradě dotovaného 10 tisíci dolary. Po skreči Čecha Jana Mašíka v úvodním kole, podlehl ve druhém zápase krajanu Arseniji Zlatanovićovi. První trofej v této úrovni získal o rok později na témže turnaji, když s Dušanem Lajovićem ovládl bělehradskou čtyřhru. Premiérové finále na challengerech si zahrál během června 2018 ve čtyřhře Poprad-Tatry ATP. Po boku Švýcara Luky Margaroliho však z boje o titul odešli poraženi od chorvatsko-hercegovské dvojice Ante Pavić a Tomislav Brkić.
Na okruhu ATP Tour debutoval květnovou čtyřhrou na Serbia Open 2010 v Bělehradě, do níž obdrželi s krajanem Markem Djokovićem divokou kartu. Na úvod je vyřadil argentinský pár Leonardo Mayer a Horacio Zeballos až nejtěsnějším dvoubodovým rozdílem v závěrečném supertiebreaku. V sezóně 2015 na okruzích absentoval pro zranění, které způsobilo jeho propad žebříčkem. První zápas v hlavní soutěži ATP vyhrál na Croatia Open Umag 2016, kde prošel kvalifikačním sítem přes Michala Konečného. V první fázi umažské dvouhry pak vyřadil šedesátého devátého hráče pořadí, Slovince Aljaže Bedeneho, než skončil na raketě člena elitní světové čtyřicítky Jérémyho Chardyho.
Premiérový titul na okruhu ATP Tour si odvezl ze čtyřhry Chengdu Open 2019 v čínském Čcheng-tu. V závěrečném duelu zdolal s krajanem Dušanem Lajovićem izraelsko-francouzské turnajové čtyřky Jonatana Erlicha s Fabricem Martinem. V úvodní vítězné sadě přitom odvrátili dva setboly. Druhou trofej vybojoval na montpellierském Open Sud de France 2020, kde se stal poprvé jeho spoluhráčem Chorvat Mate Pavić. Ve finále si poradili s britsko-pákistánskou dvojici Dominic Inglot a Ajsám Kúreší. I z třetího deblového finále na březnovém Argentina Open 2021 vyšel vítězně. S hercegovským tenistou Tomislavem Brkićem přehráli v rozhodujícím zápase uruguaysko-ekvádorské turnajové čtyřky Ariela Behara a Gonzala Escobara. Jihoameričané jim však finálovou porážku oplatili o měsíc později na Andalucia Open 2021 v andaluské Marbelle.
Debut v hlavní soutěži nejvyšší grandslamové kategorie zaznamenal v mužském deblu Australian Open 2020 s Dušanem Lajovićem. V úvodním kole však nenašli recept na patnácté nasazené, argentinsko-francouzské duo Máximo González a Fabrice Martin.

## Finále na okruhu ATP Tour
| Legenda                   |
| D – dvouhra; Č – čtyřhra  |
| Grand Slam (0)            |
| Turnaj mistrů (0)         |
| ATP Tour Masters 1000 (0) |
| ATP Tour 500 (0)          |
| ATP Tour 250 (3–4 Č)      |

### Čtyřhra: 7 (3–4)
| Stav      | č. | datum         | turnaj                  | povrch    | spoluhráč         | soupeři ve finále                     | výsledek               |
| --------- | -- | ------------- | ----------------------- | --------- | ----------------- | ------------------------------------- | ---------------------- |
| Vítěz     | 1. | září 2019     | Čcheng-tu, Čína         | tvrdý     | Dušan Lajović     | Jonatan Erlich Fabrice Martin         | 7–6(11–9), 3–6, [10–3] |
| Vítěz     | 2. | únor 2020     | Montpellier, Francie    | tvrdý (h) | Mate Pavić        | Ajsám Kúreší Dominic Inglot           | 6–4, 6–7(4–7), [10–4]  |
| Vítěz     | 3. | březen 2021   | Buenos Aires, Argentina | antuka    | Tomislav Brkić    | Ariel Behar Gonzalo Escobar           | 6–3, 7–5               |
| Finalista | 1. | duben 2021    | Marbella, Španělsko     | antuka    | Tomislav Brkić    | Ariel Behar Gonzalo Escobar           | 2–6, 4–6               |
| Finalista | 2. | červenec 2021 | Umag, Chorvatsko        | antuka    | Tomislav Brkić    | Fernando Romboli David Vega Hernández | 3–6, 5–7               |
| Finalista | 3. | říjen 2021    | Moskva, Rusko           | tvrdý (h) | Tomislav Brkić    | Harri Heliövaara Matwé Middelkoop     | 5–7, 6–4, [9–11]       |
| Finalista | 4. | duben 2023    | Cascais, Portugalsko    | antuka    | Miomir Kecmanović | Sander Gillé Joran Vliegen            | 3–6, 4–6               |

## Tituly na challengerech ATP a okruhu ITF
| Legenda                |
| ---------------------- |
| Challengery (0 D; 5 Č) |
| ITF (5 D; 32 Č)        |

### Dvouhra (5 titulů)
| Č. | datum          | turnaj               | povrch | poražený finalista       | výsledek      |
| -- | -------------- | -------------------- | ------ | ------------------------ | ------------- |
| 1. | června 2011    | Bělehrad, Srbsko     | antuka | Axel Michon              | 6–3, 6–0      |
| 2. | srpna 2011     | Vinkovci, Chorvatsko | antuka | Dino Marcan              | 7–6(8–6), 6–0 |
| 3. | srpna 2014     | Brašov, Rumunsko     | antuka | Frederico Ferreira Silva | 6–4, 4–6, 7–5 |
| 4. | května 2016    | Bol, Chorvatsko      | antuka | Péter Nagy               | 7–5, 6–4      |
| 5. | listopadu 2017 | Hammámet, Tunisko    | antuka | Carlos Boluda-Purkiss    | 6–1, 6–2      |

### Čtyřhra (37 titulů)
| Č.  | datum          | turnaj                        | povrch      | spoluhráč        | poražení finalisté                   | výsledek                   |
| --- | -------------- | ----------------------------- | ----------- | ---------------- | ------------------------------------ | -------------------------- |
| 1.  | června 2008    | Bělehrad, Srbsko              | antuka      | Dušan Lajović    | David Savić Miljan Zekić             | 7–6(8–6), 3–6, [10–8]      |
| 2.  | dubna 2011     | Antalya, Turecko              | tvrdý       | Jozef Kovalík    | David Rice Sean Thornley             | 4–6, 6–4, [10–4]           |
| 3.  | května 2011    | Sarajevo, Bosna a Hercegovina | antuka      | Miljan Zekić     | Rok Jarc Tom Kočevar-Desman          | 6–3, 6–4                   |
| 4.  | května 2011    | Brčko, Bosna a Hercegovina    | antuka      | Toni Androić     | Marko Rajić Saša Vidojević           | 6–2, 6–3                   |
| 5.  | května 2011    | Prijedor, Bosna a Hercegovina | antuka      | Toni Androić     | Rok Jarc Tom Kočevar-Desman          | 6–3, 6–2                   |
| 6.  | června 2011    | Kiseljak, Bosna a Hercegovina | antuka      | Toni Androić     | Damir Džumhur Ismar Gorčić           | 7–5, 6–4                   |
| 7.  | června 2011    | Bělehrad, Srbsko              | antuka      | Goran Tošić      | Nemanja Kontić Arsenije Zlatanović   | 6–0, 3–6, [10–7]           |
| 8.  | srpna 2011     | Sombor, Srbsko                | antuka      | Goran Tošić      | Ivan Bjelica Vladimir Obradović      | 6–3, 6–4                   |
| 9.  | října 2011     | Umag, Chorvatsko              | antuka      | Toni Androić     | Marin Draganja Dino Marcan           | 2–6, 7–5, [10–4]           |
| 10. | ledna 2012     | Antalya, Turecko              | tvrdý       | Toni Androić     | Patrik Brydolf Florian Reynet        | 6–3, 6–2                   |
| 11. | června 2012    | Bělehrad, Srbsko              | antuka      | Goran Tošić      | Danilo Petrović Milan Pokrajac       | 6–4, 6–4                   |
| 12. | června 2012    | Bělehrad, Srbsko              | antuka      | Goran Tošić      | Juan Lizariturry Enrique López Pérez | 6–2, 6–4                   |
| 13. | září 2012      | Hambach, Německo              | koberec (h) | Adrian Sikora    | Pirmin Hänle Matt Simpson            | 6–2, 6–3                   |
| 14. | listopadu 2012 | Heráklion, Řecko              | koberec     | Mate Delić       | Julien Dubail Yannick Vandenbulcke   | 7–5, 6–2                   |
| 15. | listopadu 2012 | Heráklion, Řecko              | koberec     | Mate Delić       | Enzo Couacaud Julien Dubail          | 6–1, 6–2                   |
| 16. | února 2013     | Feucherolles, Francie         | tvrdý (h)   | Miljan Zekić     | Stephan Fransen Wesley Koolhof       | 3–6, 7–5, [10–8]           |
| 17. | dubna 2013     | Vicenza, Itálie               | antuka      | Damir Džumhur    | Alessandro Motti Matteo Volante      | 6–3, 6–4                   |
| 18. | března 2014    | Heráklion, Řecko              | tvrdý       | Ilija Vučić      | Jan Hernych Robin Staněk             | 7–6(7–1), 7–5              |
| 19. | května 2014    | Doboj, Bosna a Hercegovina    | antuka      | Tomislav Brkić   | Ivan Milivojević Bojan Zdravković    | 6–1, 6–3                   |
| 20. | května 2014    | Prijedor, Bosna a Hercegovina | antuka      | Tomislav Brkić   | Darko Jandrić Ante Marinčić          | 6–3, 6–2                   |
| 21. | května 2014    | Brčko, Bosna a Hercegovina    | antuka      | Marko Tepavac    | Nikola Ćirić Danilo Petrović         | 6–4, 1–6, [10–1]           |
| 22. | ledna 2016     | Plantation, Spojené státy     | antuka      | Denis Bejtulahi  | Nick Chappell Raleigh Smith          | 3–6, 6–3, [10–7]           |
| 23. | ledna 2017     | Plantation, Spojené státy     | antuka      | Tomislav Brkić   | Jaume Pla Malfeito Miguel Semmler    | 4–6, 6–1, [10–3]           |
| 24. | února 2017     | Hammámet, Tunisko             | antuka      | Tomislav Brkić   | Oscar José Gutierrez Nicolas Santos  | 6–3, 6–2                   |
| 25. | června 2017    | Gyula, Maďarsko               | antuka      | Scott Puodziunas | Levente Gödry Péter Nagy             | 7–6(7–2), 6–2              |
| 26. | července 2017  | Mersin, Turecko               | antuka      | Bernardo Saraiva | Bogdan Bobrov Goran Marković         | 6–2, 3–6, [11–9]           |
| 27. | října 2017     | Antalya, Turecko              | antuka      | Dmitrij Popko    | Peter Torebko Jeroen Vanneste        | 6–1, 6–4                   |
| 28. | listopadu 2017 | Hammámet, Tunisko             | antuka      | Nino Serdarušić  | Marc Giner Jaume Pla Malfeito        | 6–2, 6–1                   |
| 29. | listopadu 2017 | Hammámet, Tunisko             | antuka      | Nino Serdarušić  | Moez Echargui Anis Ghorbel           | 7–5, 6–3                   |
| 30. | prosince 2017  | Antalya, Turecko              | antuka      | Luca Margaroli   | Gökberk Ergeneman Chumojun Sultanov  | 7–5, 6–2                   |
| 31. | prosince 2017  | Antalya, Turecko              | antuka      | Luca Margaroli   | Ivan Gachov Alexandr Pavljučenkov    | 6–3, 7–6(7–1)              |
| 32. | března 2018    | Antalya, Turecko              | tvrdý       | Maciej Smoła     | Michiel de Krom Ryan Nijboer         | 6–3, 6–4                   |
| 1.  | června 2019    | Šymkent, Kazachstán           | antuka      | Yang Tsung-hua   | André Göransson Marc-Andrea Hüsler   | 6–4, 6–4                   |
| 2.  | listopadu 2019 | Ortisei, Itálie               | tvrdý (h)   | Antonio Šančić   | Sander Arends David Pel              | 6–7(5–7), 7–6(7–3), [10–7] |
| 3.  | ledna 2020     | Bendigo, Austrálie            | tvrdý       | Denys Molčanov   | Marcelo Arévalo Jonny O'Mara         | 7–6(7–3), 6–4              |
| 4.  | září 2020      | Forlì, Itálie                 | antuka      | Tomislav Brkić   | Andrej Golubjev Andrea Vavassori     | 3–6, 7–5, [10–3]           |
| 5.  | říjen 2022     | Parma, Itálie                 | antuka      | Tomislav Brkić   | Igor Zelenay Luis David Martínez     | 6–2, 6–2                   |

## Finále soutěží družstev: 1 (1–0)
| Stav  | č. | soutěž                                   | povrch | spoluhráči                                                   | soupeři ve finále                                                                           | výsledek |
| ----- | -- | ---------------------------------------- | ------ | ------------------------------------------------------------ | ------------------------------------------------------------------------------------------- | -------- |
| Vítěz | 1. | 12. ledna 2020 ATP Cup Sydney, Austrálie | tvrdý  | Novak Djoković Dušan Lajović Nikola Milojević Viktor Troicki | Rafael Nadal Roberto Bautista Agut Pablo Carreño Busta Albert Ramos-Viñolas Feliciano López | 2–1      |